# Главный проспект (фильм)
«Главный проспект» — советский чёрно-белый художественный фильм режиссёра Леонида Эстрина, снятый в 1956 году на Киевской киностудии художественных фильмов.
Премьера фильма состоялась 20 апреля 1956 года.

## Сюжет
Молодые архитектор Александр Гриценко и изобретатель Виктор Береговой готовятся к конкурсу на лучший архитектурный проект главного проспекта одного из больших городов Украины. Береговой выступил с инициативой строить дома из нового материала — стенолита. Профессор Сотин, учитель Берегового, не верит в новый материал. После ссоры с профессором, Береговой уходит из института. Невесте Виктора, Вере, кажется, что это конец его «карьеры». Она уступает ухаживаниям более «надёжного» Александра Гриценко, ставшего главным архитектором города. Но Береговой не отказывается от своей идеи и продолжает проводить опыты по созданию стенолита. Ему на помощь приходит коллега — инженер Галина, которая и нашла причину неудач опытов. Судьба главного проспекта была решена — он будет строиться из нового строительного материала.

## В ролях
- Николай Тимофеев — Виктор Береговой
- Владимир Балашов — Александр Гриценко
- Елена Измайлова — Ольга Гриценко
- Алла Ларионова — Вера, научный сотрудник
- Галина Ильина — Галина, инженер
- Алексей Максимов — Голубев, секретарь обкома партии
- Дмитрий Милютенко — Лобода, директор кирпичного завода
- Константин Михайлов — Зеленцов, работник министерства
- Наталья Наум — Зина
- Михаил Романов — профессор Сотин
- Евгений Тетерин — Рудаков, архитектор
- Олег Борисов — эпизод
- Валерия Драга-Сумарокова — эпизод
- Валентина Телегина — эпизод
- Виктор Халатов — эпизод
- Виктор Цымбалист